# Limnophyes gelasinus
Limnophyes gelasinus är en tvåvingeart som beskrevs av Ole Anton Saether 1991. Limnophyes gelasinus ingår i släktet Limnophyes och familjen fjädermyggor.
Artens utbredningsområde är Nordkorea. Inga underarter finns listade i Catalogue of Life.